# Peter Bonetti
Peter Phillip Bonetti (27. září 1941, Londýn – 12. dubna 2020 ) byl anglický fotbalový brankář švýcarského původu.
S anglickou reprezentací vyhrál mistrovství světa roku 1966, byť jakožto náhradník Gordona Bankse do hry nezasáhl. Hrál ale na mistrovství světa v Mexiku roku 1970, kde nastoupil do čtvrtfinálového zápasu proti Západnímu Německu (který Angličané prohráli 2:3 po prodloužení). Celkem za národní tým odehrál 7 utkání.
S Chelsea vyhrál Pohár vítězů pohárů 1970/71. Získal s ní též anglický pohár (FA Cup), a to v sezóně 1969/70. V anglické nejvyšší soutěži dosáhl nejlepšího výsledku v sezónách 1964/65 a 1969/70, kdy s Chelsea obsadil třetí příčku. Krom Chelsea strávil též jednu sezónu ve skotském Dundee United a jednu v americkém klubu St. Louis Stars.